# スケートサイクル

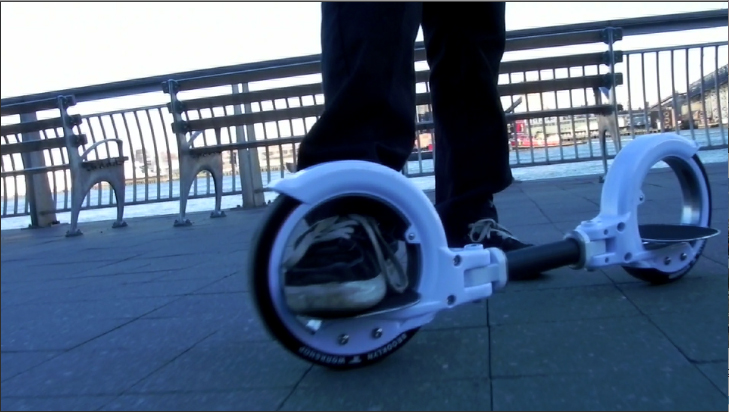
一般的なスケートサイクル。

スケートサイクル(Skatecycle)は、車軸で繋がれた2枚の板に車輪が付いた、8の字型の運動用具。地面を蹴って動力を得るなどの動作を必要とせず、静止状態から自力で動くことの出来る自走式である点が、スケートボードと大きく異なる。
ニューヨーク州ブルックリンに籍を置く、ブルックリンワークショップ社が製造を行っている。

## 概要
センターアームと呼ばれる車軸に、2つの車輪が左右に繋がった形状をしている。車輪の内側に両足を入れ、左右の足首を交互に内側、外側にひねる事で動力が生まれる構造となっている。

## 日本における法的な扱い
日本の公道においてスケートサイクルを使用する場合は、道路交通法などの適用を受け、「交通のひんぱんな道路」での使用は禁止される。また、電動のものは、そのままで公道で使用すると様々な法令により厳しく処罰される。